# Hampden (Terre-Neuve-et-Labrador)
Pour les articles homonymes, voir Hampden (homonymie).
Hampden est une ville canadienne située sur l'île de Terre-Neuve dans la province de Terre-Neuve-et-Labrador.